# Quilamba
Quilamba, também chamada de Quilamba-Sul, é uma cidade e município angolano que se localiza na província de Luanda.
Efetivamente inaugurada a 11 de julho de 2011, foi, até 2024, a centralidade do município de Belas. Em 5 de setembro de 2024 foi elevada a condição de cidade e município da província de Luanda.
O município é constituído pela comuna-sede, equivalente à cidade de Quilamba, e ainda pela comuna de Vila Flôr.

## Histórico
O projecto desta cidade foi concebida para se desenvolver em três fases, com um total de 82 mil apartamentos, numa área de 54 quilómetros quadrados. A primeira pedra do empreendimento foi lançada no dia 31 de agosto de 2008, sendo a cidade oficialmente inaugurada a 11 de julho de 2011 pelo Presidente da República José Eduardo dos Santos.
A primeira fase deste empreendimento foi prevista para alojar cerca de dezanove mil pessoas em 115 edifícios, num total de 3.800 apartamentos, erguidos em padrão urbano com serviços públicos integrados, como escolas e instituições financeiras. Segundo Manuel Vicente, então presidente do Conselho da Administração da Sonangol na altura da inauguração do núclo central, a formalização da primeira entrega da empreitada comporta dez quilómetros de estrada, 48 lojas, parques de estacionamento, paragens para transporte públicos, entre outros equipamentos urbanos. O escopo inicial do empreendimento compreenderia 710 edifícios, 24 creches, nove escolas primárias, oito secundárias e cinquenta quilómetros de estradas.
Os mais de três mil apartamentos da cidade do Quilamba arrancaram à comercialização em 22 de agosto 2011. A Sonangol Imobiliária dispôs à venda 3.180 apartamentos do tipo T3 A, B, C e T5, além de casas do tipo T3 A e B com 110 metros quadrados, T3 C com 120 metros quadrados e T5 com 150 metros quadrados.
Em 2012 a nova cidade de Quilamba possuía oito blocos de apartamentos, mas havia sido relatado que custo da moradia estava demasiado elevado para a grande maioria dos potenciais interessados, o que afugentava moradores.

## Geografia
O município do Quilamba é limitado a norte pelos municípios de Viana e Camama, a leste pelos de Calumbo e Quissama, a sul pelo de Caboledo e a oeste pelo município de Belas. Tem como principais vias de acesso a Via Expressa Fidel Castro e a Via Expressa Golfe-Camama-Barra do Cuanza.

## Infraestrutura
A cidade foi construído sem barreiras arquitectónicas, de modo a que as pessoas portadoras de deficiência pudessem circular de forma autónoma e com segurança. A cidade dispunha também de um hospital, clínicas e estava prevista a construção de pelo menos 12 centros de saúde no local.
Estava prevista a instalação de depósitos selectivos de lixo, de modo a que a recolha de resíduos fosse feita com uma pré-selecção ecológica.
Ao lado das zonas residenciais foram reservados espaços para o investimento privado, com vista à edificação de prédios de escritórios, centros comerciais e outros, obedecendo ao plano director da cidade.

### Serviços públicos
Na cidade do Quilamba estão planeadas infraestruturas destinadas aos serviços municipais segundo um modelo que se propõe ser o embrião de ensaio da criação de autarquias a nível do país, entre elas a futura Câmara Municipal, o Tribunal Municipal e outros serviços.
Os prédios ficaram dispostos em quatro quarteirões, equipados com quatro jardins-de-infância, duas escolas primárias e uma secundária. Elementos como suportes e canalização para os aparelhos de ar condicionado foram incorporados na arquitectura dos edifícios.
Foram concluídas as infra-estruturas sociais, como escolas primárias e secundárias, com espaços desportivos dotados de quadras de jogos multiusos e campos de futebol com pistas de atletismo. As estações de tratamento de água potável (ETA) e a de tratamento de águas residuais (ETAR) estão prontas para utilização, e duas subestações eléctricas fornecem energia a cidade.